# シポー
シポー(フィンランド語: Sipoo [ˈsipoː]、スウェーデン語: Sibbo)は、フィンランドの基礎自治体のひとつである。ウーシマー県に属する。2011年1月1日に東ウーシマー県とウーシマー県とが合併するまでは、東ウーシマー県に属していた。ヘルシンキ首都圏に属しており、旧東ウーシマー県所属の自治体としては例外的にヘルシンキ郡に編入された。
かつては市民のほとんどがスウェーデン語話者であったが、他地方からの人口の流入により、2003年にはフィンランド語話者が多数を占めるようになった。現在の割合はフィンランド語話者が59.5%、スウェーデン語話者が38.6%である。
2006年に、25年後までに人口3倍増を目標とする都市計画が制定された。ヘルシンキ地下鉄の市域への延伸計画があるが、シポー市はあまり積極的ではない。

## 姉妹都市
- - アウルスコグ・ホランド(ノルウェー)
- - フレデリクスン(デンマーク)
- - クムラ(スウェーデン)
- - クーサル(エストニア)

## 外部リンク

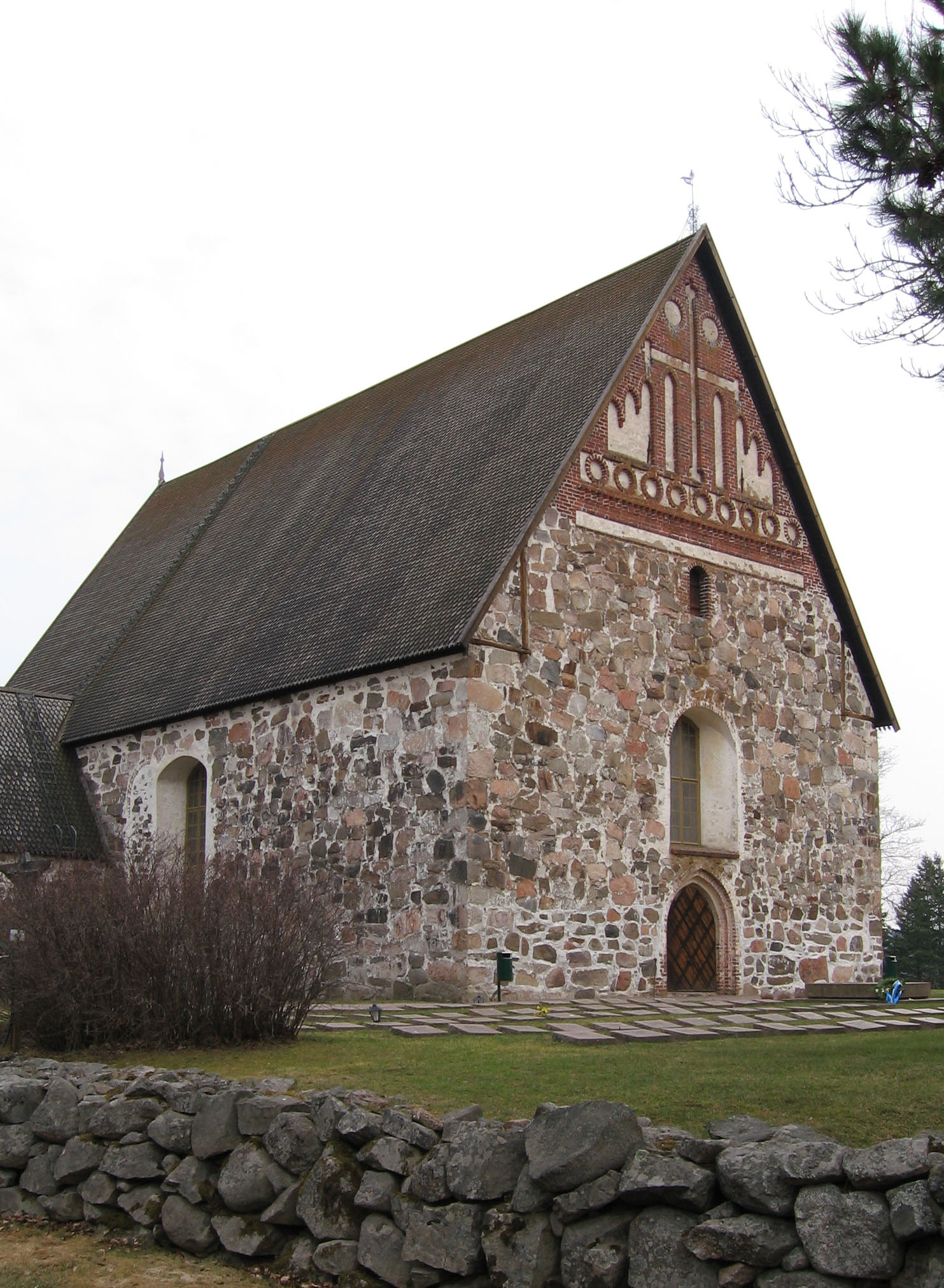
シポー教会(1450年頃建立)

## 出身者
- ヨーナ・トイヴィオ - サッカー選手